# Astyanax orbignyanus
Astyanax orbignyanus  es una especie de pez de la familia  de los carácidos y del orden de los caraciformes.

## Hábitat
Vive en regiones de clima subtropical.

## Distribución geográfica
Originario de Sudamérica, habita en la cuenca del Río de la Plata.